# Cenk Özbey
Cenk Özbey (* 18. April 1991 in Konak) ist ein türkischer Fußballspieler, der für Fethiyespor spielt.

## Karriere
In der Saison 2010/11 wurde Cenk Özbey, unter Trainer Levent Eriş, das erste Mal in die 1. Mannschaft berufen. Sein Debüt als professioneller Fußballspieler gab Özbey am 14. November 2010 im Ligaspiel gegen Gaziantep BB. In den darauffolgenden zwei Spielzeiten wurde der Abwehrspieler an Gümüşhanespor und Derince Belediyespor verliehen. 
Im Sommer 2013 wechselte Özbey zum Zweitligisten Karşıyaka SK. Für die Spielzeit 2014/15 lieh ihn Karşıyaka an den Drittligisten Fethiyespor aus.